# شهرستان جونو (ویسکانسین)
شهرستان جونو (به انگلیسی: Juneau County, Wisconsin) یک سکونتگاه مسکونی در ایالات متحده آمریکا است که در ویسکانسین واقع شده‌است.

## خصوصیات
شهرستان جونو ۲٬۰۸۲٫۳۶ کیلومترمربع مساحت دارد.